# نوسبرو
نوسبرو (به سوئدی: Nossebro) یک منطقهٔ مسکونی در سوئد است که در بخش اسونگا واقع شده‌است. نوسبرو ۱٫۸۵ کیلومتر مربع مساحت و ۱٬۸۴۶ نفر جمعیت دارد.